# عبور الشمس
العبور الشمسي هو حركة لأي جسم يمر بين الشمس والأرض. وهذا يشمل أساسا الكواكب عطارد والزهرة. كسف الشمس هو أيضًا عبور شمسي للقمر، ولكنه تقنيًا فقط إذا كان لا يغطي القرص الكامل للشمس (كسوف حلقي)، حيث أن «النقل» لا يعد سوى كائنات أصغر حجمًا مما تمر أمامه.. النقل الشمسي هو واحد من عدة أنواع من العبور الفلكي.
يحدث أيضًا نقل الطاقة الشمسية (ويسمى أيضًا انقطاع الطاقة الشمسية، وأحيانًا التلاشي الشمسي، أو انقطاع الشمس، أو تلاشي الشمس) في سواتل الاتصالات التي تمر أمام الشمس لعدة دقائق يوميًا لعدة أيام متواصلة لفترة في الأشهر القريبة الاعتدالات، التواريخ الدقيقة حسب مكان القمر الصناعي في السماء بالنسبة لمحطته الأرضية. لأن الشمس تنتج أيضاً كمية كبيرة من إشعاع الميكروويف بالإضافة إلى أشعة الشمس، فإنها تغمر الإشارات اللاسلكية للميكروويف الصادرة من مرسلات الإرسال عبر الأقمار الصناعية. ويسبب هذا التداخل الكهرومغناطيسي الهائل انقطاعات في خدمات الأقمار الصناعية الثابتة التي تستخدم أطباق استقبال الأقمار الصناعية، بما في ذلك شبكات التلفزيون والشبكات الراديوية، فضلاً عن للمحطات الطرفية VSAT

## عبور الكواكب واحتجابها
يندر عبور كوكب ما قدام كوكب آخر. عند 12:43 (وع⁬ن) من يوم 22-11-2065، سيشهد أهل الأرض عبور الزهرة أمام البرجيس؛ بيد أن ذاك سيحدث عند 8° غرب الشمس، مما سيحجب الرؤية عن كل عين مجردة غير محمية. قطرا الزهرة والبرجيس الزاويان هما 10.6«و30.9»؛ كما أن أكبرهما قطرا زاويا وأقربها للأرض سيحجب أصغرهما وأبعدهما عنها وسيغشاه، عندها لا يكون الحدث عبورا بل احتجابا واختفاء. قبل عبور البرجيس، سوف يلاحظ من في أمريكا الجنوبية وجنائب أفريقيا أن الزهرة سيحجب قمر البرجيس جانيميد في 11:24 (وع⁬ن).
بين عامي 1700 و2200، أدرك من على الأرض 9 عبرات و9 احتجابات كوكبية، وإذ يلاحظ الفارق الكبير بين الأحداث من عام 1818 حتى 2065:
- 19-09-1702 - حجبة البرجيس لنبتون
- 20-07-1705 - عبرة عطارد لنبتون
- 14-07-1708 - حجبة عطارد لأورانوس
- 04-10-1708 - عبرة عطارد للبرجيس
- 28-05-1737 - حجبة الزهرة لعطارد
- 29-08-1771 - عبرة الزهرة لزحل
- 21-07-1793 - حجبة عطارد لأورانوس
- 09-12-1808 - عبرة عطارد لزحل
- 03-01-1818 - عبرة الزهرة لزحل
- 22-11-2065 - عبرة الزهرة للبرجيس
- 15-07-2067 - حجبة عطارد لنبتون
- 11-08-2079 - حجبة عطارد لبهرام
- 27-10-2088 - عبرة عطارد للبرجيس
- 07-04-2094 - عبرة عطارد للبرجيس
- 21-08-2104 - حجبة الزهرة لنبتون
- 14-09-2123 - عبرة الزهرة للبرجيس
- 29-07-2126 - حجبة عطارد لبهرام
- 03-12-2133 - حجبة الزهرة لعطارد

## اقرأ أيضا
- كسوف الشمس
- خسوف القمر
- كسوف الشمس 13 نوفمبر 2012
- انقلاب شمسي
- عبور فلكي.
- عبور الزهرة.
- عبور كوكب